# 新接龍
空当接龙（FreeCell）是一款使用52张牌进行的单人卡片游戏，游戏目标是将整副牌搬到右上角的四个空栏中。

## 規則
將一副標準52張撲克牌洗牌，再分別置於8個欄目，其中4個欄目有7張紙牌，其餘4個欄目有6張紙牌，每張撲克牌皆要以翻開顯示。
另外還有右上角四個本位欄框、左上角四個空白欄框。紙牌 A、2 可立即放到本位欄框，而其他同花色的牌則可以由小到大依序疊上去。只要將所有的牌都放到本位欄框中，就成功了。空白欄框為四個放牌位置。每個欄框都可任意放一張紙牌。
移動紙牌的規則如下：
- 將紙牌移動到某一欄時的順序必須為由大到小，而且是不同的顏色（即黑、紅兩種顏色）。
- 將紙牌移至本位欄框時，必須以相同花色，將牌按照從低（A）到高（K）的順序移動。
- 某欄最底端的紙牌可移到空白欄框、另一欄的最底端或本位欄框。
- 空白欄框中的紙牌可移至某一欄的最底端或本位欄框。

將一副標準52張撲克牌洗牌，再分別置於8個欄目，其中4個欄目有7張紙牌，其餘4個欄目有6張紙牌，每張撲克牌皆要以翻開顯示。
另外還有右上角四個本位欄框、左上角四個空白欄框。紙牌 A、2 可立即放到本位欄框，而其他同花色的牌則可以由小到大依序疊上去。只要將所有的牌都放到本位欄框中，就成功了。空白欄框為四個放牌位置。每個欄框都可任意放一張紙牌。